# بازل 4
معايير بازل 4 هي تغييرات في متطلبات رأس مال البنوك العالمية التي اتُفقَ عليها في عام 2017 ومن المُقرر تنفيذها في يناير 2023. يقومون بتعديل المعايير المصرفية الدولية المعروفة باتفاقيات بازل. يجادل المنظمون بأن هذه التغييرات هي ببساطة استكمال لإصلاحات بازل 3، المتفق عليها مبدئيًا في 2010-2011، رغم الاتفاق على معظم إصلاحات بازل 3 بالتفصيل في ذلك الوقت. لجنة بازل (BCBS) نفسها تسميها ببساطة «إصلاحات نهائية» وقد أطلقت عليها حكومة المملكة المتحدة اسم «بازل 3.1». يجادل منتقدو الإصلاح، ولا سيما أولئك الذين ينتمون إلى الصناعة المصرفية، بأن بازل 4 تتطلب زيادة كبيرة في رأس المال ويجب التعامل معها على أنها جولة متميزة من الإصلاحات.

## المتطلبات
تقدم بازل 4 تغييرات تحد من انخفاض رأس المال الذي يمكن أن ينتج عن استخدام البنوك للنماذج الداخلية بموجب النهج القائم على التصنيفات الداخلية. وهذا يشمل: 
- أرضية موحدة، بحيث تكون متطلبات رأس المال دائمًا على الأقل 72.5٪ من المتطلبات وفقًا للنهج القياسي؛[7]
- التخفيض المُتزامن في أوزان المخاطر الموحدة لقروض الرهن العقاري مُنخفضة المخاطر؛[7]
- نسبة الرفع المالي المرتفعة للبنوك العالمية ذات الأهمية النظامية (G-SIBs)، مع زيادة تعادل 50٪ من نسبة رأس المال المعدل للمخاطر[7]
- مزيد من الإفصاح المفصل عن الاحتياطيات والإحصاءات المالية الأخرى.

ستدخل هذه الإصلاحات حيز التنفيذ اعتبارًا من كانون الثاني (يناير) 2023 (باستثناء أرضية المخرجات، والتي يتم إدخالها على مراحل، لتصبح سارية المفعول بالكامل في 1 يناير 2027).
قد تضطر البنوك البريطانية وحدها إلى جمع 50 مليار جنيه إسترليني أخرى في رأس المال من أجل تلبية متطلبات بازل 4. من المتوقع أن ينخفض متوسط نسبة رأس المال من المستوى الأول (CET1) للأسهم المشتركة للبنوك الأوروبية الكبرى بنسبة 0.9٪، مع التأثير الأكبر على البنوك في السويد والدنمارك بنسبة 2.5٪ إلى 3٪.

## التاريخ
بازل 3 هو إطار تنظيمي دولي للبنوك طورته لجنة بازل للرقابة المصرفية (BCBS) استجابة للأزمة المالية في 2007-2008. يحتوي على قواعد مختلفة بشأن متطلبات رأس المال والسيولة. تعد إصلاحات عام 2017 مكملة لاتفاقية بازل 3 الأولية. اعتُمدت مجموعة القواعد هذه في 7 ديسمبر 2017 (14 يناير 2019 لتعديل إطار عمل مخاطر السوق) مع تاريخ التنفيذ المزمع في يناير 2022 (2027 لأرضية المخرجات). نظرًا لأن (BCBS) لا تملك السلطة لإصدار لائحة ملزمة قانونًا، يجب تنفيذ معايير بازل من قبل السلطات الوطنية.
استجابةً لجائحة فيروس كورونا، وافقت (BCBS) على تأخير التنفيذ حتى يناير 2023.

## روابط خارجية
- منظمة التعاون الاقتصادي والتنمية: التفكير فيما وراء بازل 3: الحلول الضرورية لرأس المال والسيولة

## فهرس
- يوانيس أكيزيديس، لامبروس كاليفاس (2018). نمذجة بازل الرابع: التنفيذ والتأثير والتداعيات، بالجريف ماكميلان. (ردمك 978-3319704241)

(رقم ISBN: 978-3319704241)